# Kathrin Mädler (Pharmazeutin)
Kathrin Mädler (* 9. November 1971 in Zwickau) ist eine deutsche Pharmakologin und Diabetologin und war von 2014 bis 2017 Professorin an der Universität Bremen.

## Leben
Kathrin Mädler wuchs in der DDR auf und studierte Pharmazie an der Universität Wien, wo sie 1998 die Approbation erhielt. Sie spezialisierte sich auf klinische Pharmazie und wurde 2003 am Universitätsspital Zürich bei Marc Donath mit einer Arbeit über experimentelle Diabetologie promoviert. Danach war sie Assistenzprofessorin und Forschungsgruppenleiterin am von Peter Butler geleiteten Larry Hillblom Islet Research Center der University of California, Los Angeles, einem Forschungszentrum für Diabetes. Seit 2008 ist sie Leiterin des Laboratoriums für Molekulare Diabetologie am Zentrum für Biomolekulare Interaktionen der Universität Bremen, war von 2014 bis 2017 als Heisenberg-Professorin der DFG tätig, und ist seit dem wieder einfache promovierte Gruppenleiterin am Fachbereich 2 Biologie / Chemie.
Kathrin Mädler ist Mutter von zwei Kindern.

## Wissenschaftliches Wirken
Kathrin Mädler untersucht im Rahmen ihrer Forschung insbesondere den Mechanismus der Apoptose der Betazellen in den Langerhans-Inseln beim Typ-2-Diabetes. Beim Untergang der Betazellen spielen zwei entzündungsfördernde Botenstoffe eine Rolle, zum einen das in den Inselzellen sowie im Fettgewebe gebildete Interleukin-1β und zum anderen das ebenfalls von den Inselzellen produzierte Chemokin CXCL 10. Beide Stoffe könnten somit als Marker in der Prophylaxe dienen. Die Forschungen von Mädler führten darüber hinaus zu einem neuen Therapieansatz mit Medikamenten, die beim Typ-2-Diabetes die verbliebenen Inselzellen schützen sollen.

## Auszeichnungen und Kritik
Kathrin Mädler erhielt 2001 den Servier Research Award in Endocrinology und sieben Jahre später ein Emmy-Noether-Stipendium der Deutschen Forschungsgemeinschaft. Im Jahr 2012 wurde sie mit dem Paul-Ehrlich-und-Ludwig-Darmstaedter-Preis für Nachwuchswissenschaftler ausgezeichnet.
2014 wurde erstmals Kritik an einigen wissenschaftlichen Veröffentlichungen Mädlers aus der Zeit zwischen 2002 und 2014 laut. Am 9. Dezember 2016 teilte die DFG mit, dass wissenschaftliches Fehlverhalten festgestellt wurde und nahm die 2014 zuerkannte Heisenberg-Professur zurück. Im Juni 2017 wurde berichtet, dass 20 Artikel der Jahre 2001 bis 2014 unter Verdacht stünden.